# 鹽冶貞清
鹽冶貞清（日语：／ Enya Sadakiyo，？—1326年5月1日）是日本鎌倉時代末期武將，父親是鹽冶賴泰的長子，有一兄弟鹽冶秀時），通稱孫二郎，又稱佐佐木貞清或鹽屋判官。

## 生涯
雖然貞清的出生年份不明，但是他在鎌倉幕府第9代執權北條貞時出任得宗當主期間（1284年 - 1311年）內元服，並且從烏帽子親貞時處拜領「貞」字偏諱。
貞清繼承父親賴泰出雲守護的職務，並且先後從五位下左衛門尉、檢非違使和近江守，位階是從五位下。正中2年（1325年）5月，他停止鰐淵寺的守護使入部，翌年就是否出任杵築大社的負責人向惟康親王匯報。正中3年3月28日（1326年5月1日），貞清死去，兒子是鹽冶高貞、鹽冶貞泰和鹽冶時綱，部份系圖則指出是寂阿、宗貞、宗泰、泰綱和高顕，家督之位由嫡子高貞繼承。